# Synnøve
Synnøve  è un nome proprio di persona norvegese femminile.

## Varianti
- Femminili: Sunniva[1]
  - Ipocoristici: Synne[1]

### Variante in altre lingue
- Anglosassone: Sunngifu[1][2]
- Islandese: Sunníva
- Norreno: Sunnifa[1][2]
- Svedese: Synnöve[1]

## Origine e diffusione

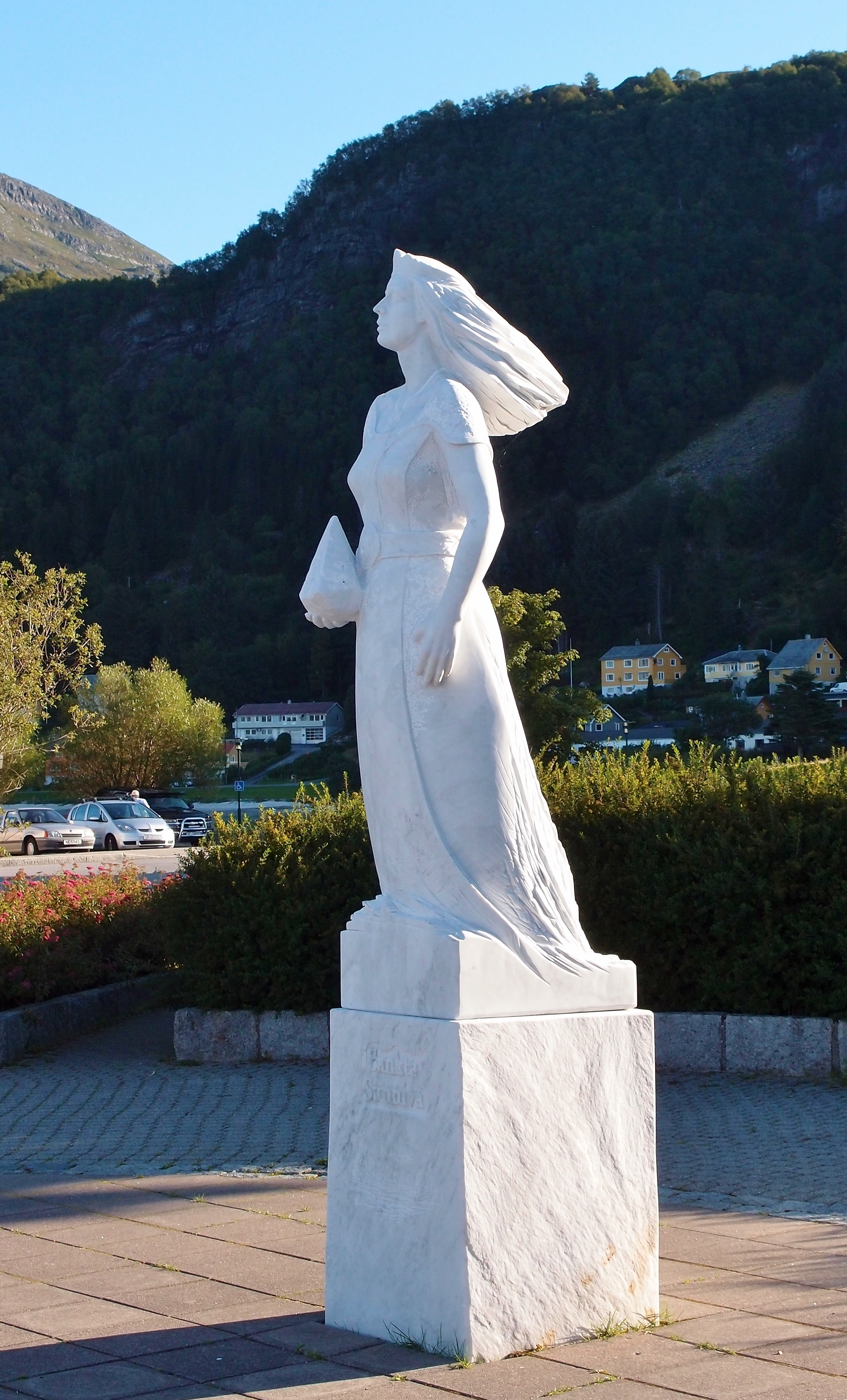
Statua di santa Sunniva sull'isola di Selja (Selje)

Deriva dall'antico nome anglosassone Sunngifu, attestato in Scandinavia nel Medioevo nella forma Sunnifa; è composto da sunne ("sole") e giefu ("dono", "regalo") e può quindi essere interpretato come "dono del sole".
La forma norvegese originale del nome sarebbe Sunniva; la variante Synnøve, resa celebre in tutta la Scandinavia da un romanzo di Bjørnstjerne Bjørnson del 1857, Synnøve Solbakken, divenne particolarmente popolare negli anni 1920 e finì diventare molto più comune di Sunniva.

## Onomastico
L'onomastico può essere festeggiato l'8 luglio in memoria di santa Sunniva, una leggendaria principessa fuggita dall'Irlanda per andare a vivere sull'isola di Selja, in Norvegia.

## Persone
- Synnøve Anker Aurdal, artista norvegese
- Synnøve Karlsen, attrice scozzese
- Synnøve Solemdal, biatleta norvegese
- Synnøve Thoresen, biatleta norvegese

### Variante Synne
- Synne Jensen, calciatrice norvegese
- Synne Skinnes Hansen, calciatrice norvegese